# 全裂艾纳香
全裂艾纳香（学名：Blumea saussureoides）为菊科艾纳香属的植物，为中国的特有植物。分布在中国大陆的云南等地，生长于海拔1,600米的地区，一般生长在河边及路旁，目前尚未由人工引种栽培。